# Mayan
Mayan – stalowa odwrócona kolejka górska w parku rozrywki Energylandia w Zatorze.
Pod względem konstrukcyjnym rollercoaster Mayan jest przykładem modelu 689m Standard kolejki typu Suspended Looping Coaster (SLC) firmy Vekoma, który na całym świecie istnieje łącznie w 27 oryginalnych egzemplarzach oraz jest często podrabiany przez chińskie firmy produkujące urządzenia rozrywkowe. Tor tego modelu charakteryzuje się zwartym układem o ciasnych łukach generujących duże przeciążenia oraz często przebiega w niewielkiej odległości od innych elementów konstrukcji, głównie podpór. Stwarza to dodatkowo zwiększające atrakcyjność przejazdu momenty, w których pasażerowie odczuwają pozorne zagrożenie możliwością zderzenia. Przeciążenia do 5 g. Mayan posiada największą liczbę inwersji spośród wszystkich kolejek górskich w Polsce.

## Opis przejazdu
Pociąg opuszcza stację i rozpoczyna wjazd na główne wzniesienie kolejki o wysokości 33,3 m, z którego zjeżdża łukiem w prawo. Następnie pokonuje podwójną inwersję o nazwie roll-over, będącą rodzajem pionowej pętli rozdzielonej w połowie beczką. Następnie pociąg pokonuje wzniesienie z jednoczesną zmianą kierunku w lewo, drugą inwersję – sidewinder – będącą połączeniem połowy pętli i połowy korkociągu, po czym wykonuje spiralę w prawo o ok. 270° i dwie beczki z rzędu (in-line twist). Pociąg wykonuje zwrot o 180°, niewielki slalom i zostaje wyhamowany, po czym wraca na stację.